# Kishinouyepenaeopsis
Kishinouyepenaeopsis is een geslacht van kreeftachtigen uit de klasse van de Malacostraca (hogere kreeftachtigen).

## Soorten
- Kishinouyepenaeopsis amicus (V.C. Nguyên, 1971)
- Kishinouyepenaeopsis cornuta (Kishinouye, 1900)
- Kishinouyepenaeopsis incisa (Liu & Wang, 1986)
- Kishinouyepenaeopsis maxillipedo (Alcock, 1905)